# Bouwlift

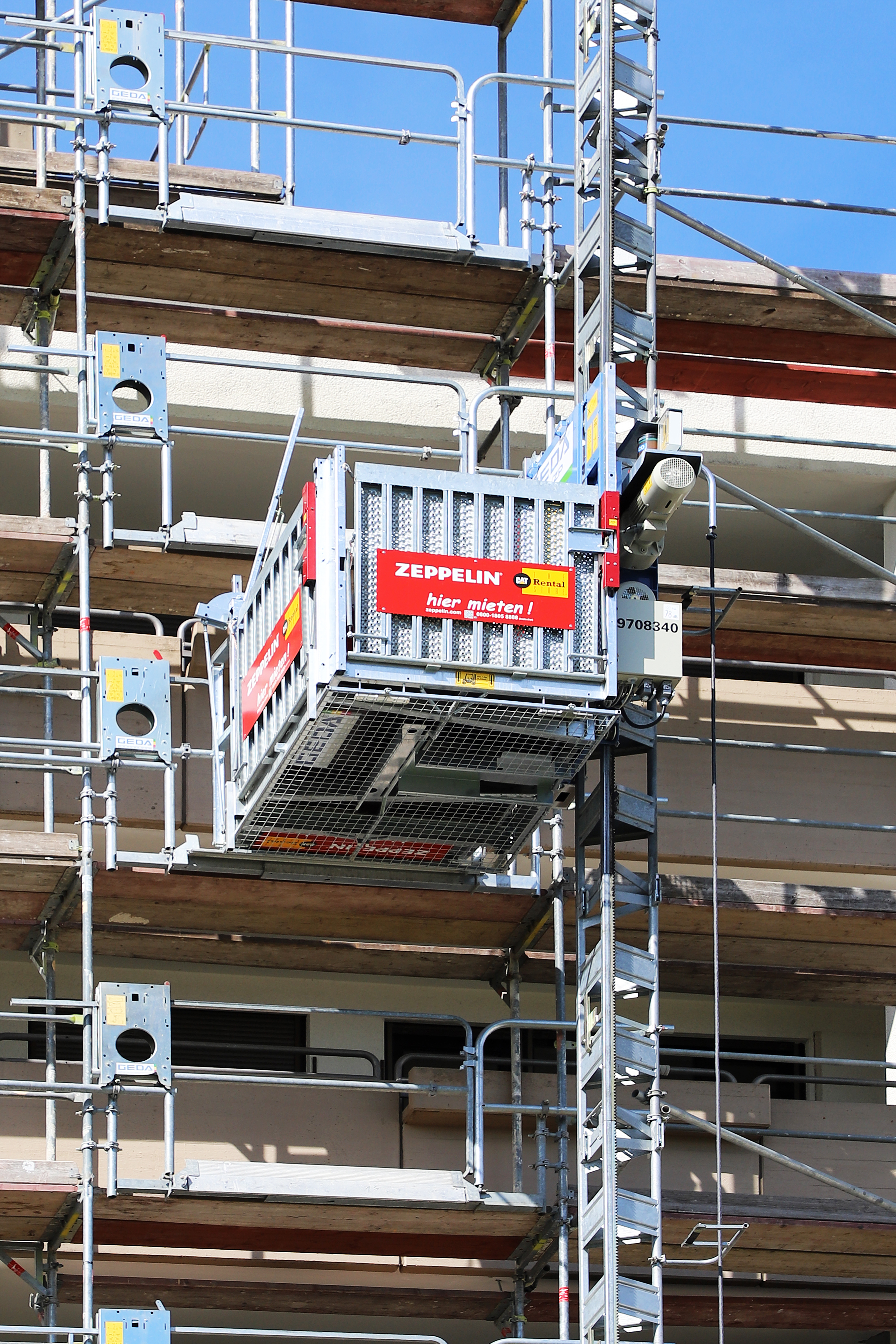
Bouwlift

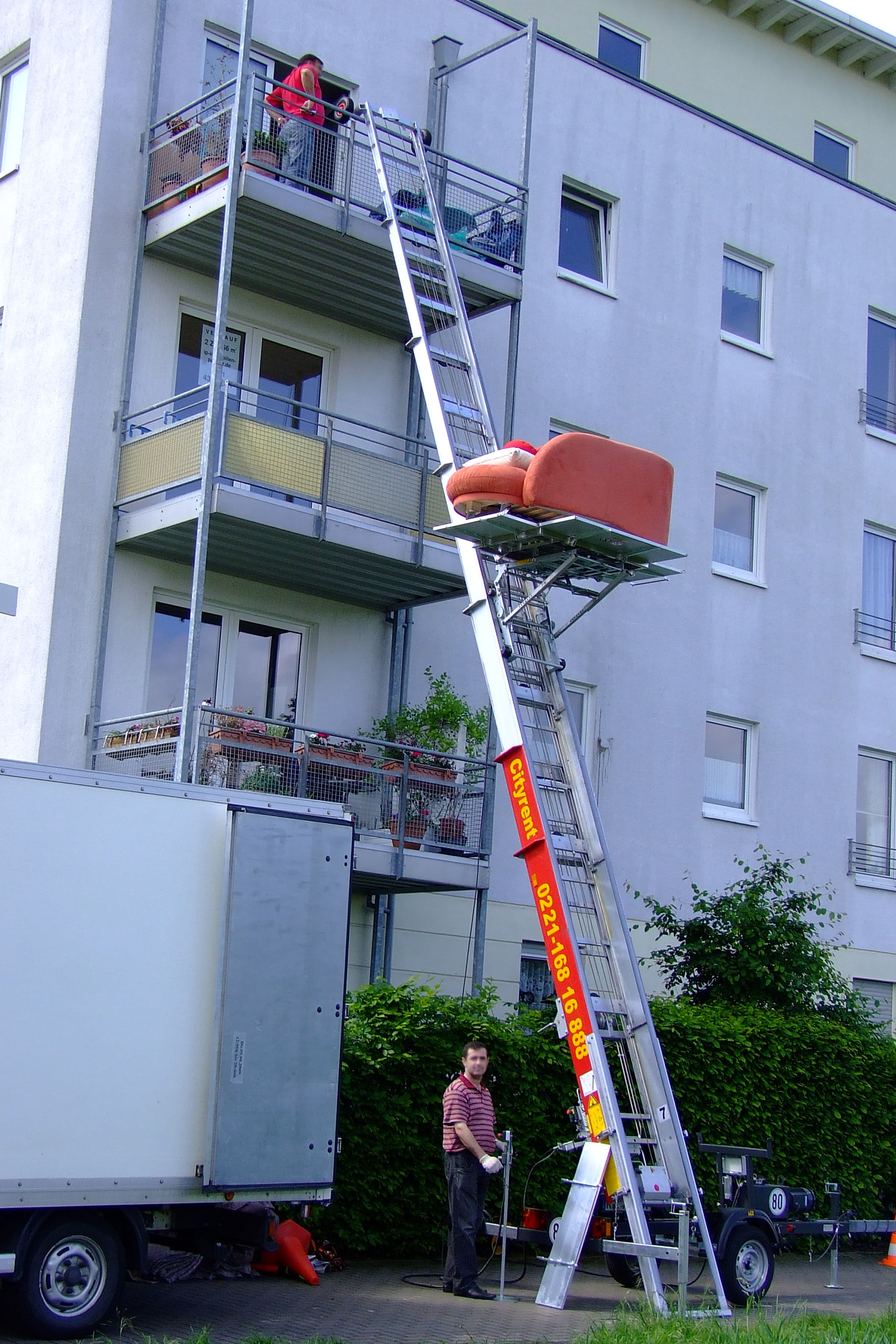
Verhuislift

Een bouwlift is een type lift die op het bouwterrein allerlei materialen omhoog en omlaag kan brengen.
De lift bestaat uit een stalen onderstel, meestal met wielen en een lierkast met elektromotor. Aan de gebouwzijde staat een stalen mast met een plateau. Boven in de mast zit een katrol, waar de kabel over loopt, vanaf het plateau naar de lier.
Met behulp van de lier kan het platform met of zonder last op en neer gehaald worden. Om het vervoer van en naar de bouwplaats te vereenvoudigen is de mast neerklapbaar. Bij overbelasting treedt er een rem in werking. De rem is wettelijk voorgeschreven als veiligheidsmaatregel. Vervoer van personen met een dergelijke lift is verboden.

## Bouwlift op de bouwplaats
Men kan voor elke bouwfase een terreinplan maken. Behalve de plaatsen voor materieel en de bouwwegen is ook de plaats van de bouwlift voor het verticaal transport aangegeven. Bij een eenvoudige vrijstaande woning kan men in plaats van een bouwlift ook kiezen voor een lichte bouwkraan. Het voordeel is dat men hiermee zowel horizontaal als verticaal kan transporteren.
De keuze van de plaats van de bouwlift is erg belangrijk. Door de vaste opstelling van de lift moet men vaak omwegen maken. Een bouwlift moet goed bereikbaar zijn voor kruiwagens en steenwagens. Vooral bij laagbouwprojecten is de bouwlift een veel gebruikt hefwerktuig voor het verticale transport. De hefhoogte hangt af van de soort bouwlift. Bij vrijstaande liften varieert de hefhoogte van 6 m tot 9 m.
Houdt er rekening mee dat het materieel wisselend gebruikt wordt en dat het daardoor vaak van plaats verandert. Bij het opstellen van een tijdschema gaat de planner uit van een bepaalde capaciteit aan mensen en materieel binnen het bouwbedrijf.
Voordat het werk begint moet de uitvoerder met de werkvoorbereider en de materieeldienst overleg voeren over de te gebruiken hijswerktuigen, hijsmethoden en hijsgereedschappen. De keuze van de hijsgereedschappen bepaalt men meestal in een vroeg stadium bij het vaststellen van de productiemethode. Bij de terreininrichtingsplan kan daar al rekening mee worden gehouden.

## Verhuislift
Bij verhuizingen in huizen zonder lift wordt vaak gebruikgemaakt van een verhuislift om grote meubels en verhuisdozen uit kamers op de bovenste verdieping van het oude huis naar beneden te brengen en deze in het nieuwe huis weer naar boven te brengen. Dit is een bouwlift die schuin tegen het huis wordt geplaatst. Het voordeel hiervan is dat deze spullen niet via de trap naar beneden of naar boven hoeven te worden gesjouwd.